# VfB 06/08 Remscheid
Der VfB Remscheid 06/08 e. V. (frühere Bezeichnung: Verein für Bewegungsspiele Remscheid 06/08) ist ein deutscher Sportverein aus Remscheid. Gegenwärtig wird noch Badminton, Gymnastik, Leichtathletik, Ringen und Volleyball betrieben. Bis zum Jahr 2008 bot der Verein seinen Mitgliedern auch Fußball, Marathon, Handball und neben dem Ringen weitere Schwerathletik als Betätigungsfelder an. Größte Bekanntheit erlangte der Verein durch seine Rollhockey-Abteilung, welche zum Jahresende 2009 in einen eigenen Verein, die IGR Remscheid überführt wurde.
1906 wurde der FC 1906 Remscheid gegründet. Nach der Auflösung des FC im Jahr 1914 wurde der Verein 1917 als VfB 06 Remscheid wieder ins Leben gerufen. Während des Zweiten Weltkrieges fusionierte der VfB 06 mit dem 1928 entstandenen VfL Marathon 1928 Remscheid, der bis 1937 als SV Edelstahlwerke Remscheid die Betriebssportgemeinschaft der Deutschen Edelstahlwerke in Remscheid war. Der Name des 1944 entstandenen Vereins war VfB Marathon 06 Remscheid. Ab 1945 trat der Club dann als VfB Marathon Remscheid an.

## Fußball

### VfB Marathon 06 Remscheid
Unter diesem Namen gewann der Club 1945/46 die Remscheider Stadtmeisterschaft und belegte in der Endrunde der Stadtmeister Berg-Mark hinter dem VfL Benrath 06 den zweiten Platz. Damit verpasste der VfB das Halbfinale um die niederrheinische Meisterschaft, die den höchstmöglich erreichbaren Titel bedeutete. In der Saison 1946/47 wurde im Bezirk Berg-Mark eine 12er-Liga als höchste Spielklasse eingerichtet. Dort traf man nicht nur auf den VfL Benrath und den Stadtrivalen von der 1. SpVgg Remscheid 07, sondern auch auf Fortuna Düsseldorf. Der VfB spielte gut mit und wäre mit 21:23 Punkten im Mittelfeld gelandet. Doch wegen des Einsatzes eines nicht berechtigten Spielers wurden dem VfB Marathon sieben Siege aberkannt und für den Gegner gewertet. Damit landeten die Remscheider auf dem letzten Platz. Die Qualifikation für die neue erstklassige Oberliga West hatten sie ohnehin deutlich verpasst, doch durch die Punktabzüge stürzten sie direkt in die Drittklassigkeit ab. Doch 1949 gelang dem VfB dafür das Kunststück, trotz der Zusammenlegung der vielen westdeutschen Bezirksligen zur zweigleisigen 2. Liga West den einzigen Platz für einen bisherigen Drittligisten in der neuen Liga zu ergattern. Und der Neuling spielte gut mit und belegte am Ende den vierten Tabellenplatz. Um ein 1949/50 verpasste man den Aufstieg in die Oberliga durch eine 1:2-Niederlage vor 25.000 Zuschauern am vorletzten Spieltag beim späteren Aufsteiger Rheydter SV. Der vierte Platz in der Abschlusstabelle bedeutete dennoch die beste Platzierung in der Vereinsgeschichte.
Nach der Zusammenlegung der beiden Staffeln der 2. Liga West zu einer eingleisigen Liga 1952 konnte sich der VfB nur noch zwei Jahre in der Liga halten. In der Saison 1953/54 belegte man nur Rang 15, was den Abstieg bedeutete. Ein Jahr später sicherte man sich mit einem 3:0 daheim gegen den Homberger SV vor über 10.000 Zuschauern die Meisterschaft in der Amateurliga Niederrhein und damit verbunden den direkten Wiederaufstieg in die 2. Liga. In der Saison 1956/57 wurde man dort immerhin 11., musste jedoch ein Jahr später durch Rang 16 erneut absteigen. Und diesmal ging es gewaltig bergab. Dem Abstieg in die Amateurliga folgte gleich ein weiterer in die Landesliga. Keine drei Jahre später zierte man 1962 auch dort das Tabellenende. In diesem Jahr übernahm Adolf Weihs die Führung des Vereins und „Tute“ Lehmann, ein Berliner, der ehemals beim FC St. Pauli in der Oberliga Nord als Spieler aktiv gewesen, wurde Trainer. Unter seiner Führung hatte Remscheid 1949/50 seine erfolgreichste Saison gespielt.
Nachdem der Saisonstart 1965 gründlich missglückte und man sich nach dem 5. Spieltag am Tabellenende wiederfand, gelang dennoch die langersehnte Rückkehr in die höchste deutsche Amateurklasse als Ligameister vor dem SC Sonnborn 07. 1968 verpasste der VfB Marathon als Vizemeister der Amateurliga Niederrhein die Rückkehr in die Zweitklassigkeit knapp. Als Trostpflaster vertrat der VfB unter Trainer Kurt Carel den Bezirk Niederrhein bei der Deutschen Amateurmeisterschaft. Nach Siegen jeweils über die Amateurmannschaften des 1. FC Kaiserslautern, des SV Arminia Hannover und des 1. FC Köln traf der VfB Marathon im Finale von Bochum vor 10.000 Zuschauern auf den FC Wacker München. Das 5:3 n. V. nach drei Toren von Jürgen Kohle sowie Toren von Klaus Budde und Dieter Stachel bedeutete mit dem Erringen der Amateurmeisterschaft 1968 den aus sportlicher Sicht wohl größten Erfolg. Zur Mannschaft des Deutschen Amateurmeisters von 1968 gehörten weiterhin Wolfgang Hoth, Hans-Gerd Bender, Dieter Losleben, Hans-Dieter Roos, Arno Müller, Hannes Marson, Georg Klapper (ausgewechselt durch Lothar Kraft) und Klaus Frantzen.

### VfB Remscheid 06/08
1971 fusionierte VfB Marathon 06 Remscheid mit dem BV 08 Remscheid und lebte fortan als VfB Remscheid 06/08 weiter. Dies gelang zunächst erfolgreich. Der Verein wurde drei Mal hintereinander Vizemeister in der Amateurliga Niederrhein, verpasste jedoch jeweils den Aufstieg in die zweitklassige Regionalliga. Dafür stand er jeweils in der Endrunde um die Deutsche Amateurmeisterschaft. 1972 scheiterte der Verein in der zweiten Runde im Elfmeterschießen am Titelverteidiger SC Jülich 1910. 1973 erfolgte schon in der 1. Runde das Aus, wieder nach Elfmeterschießen diesmal gegen den VfR Aalen. 1974 lief es deutlich erfolgreicher. Nach Siegen über den Blumenthaler SV, TuS Neuenrade und den SC Victoria Hamburg traf der VfB im Finale in Worms auf den SSV Reutlingen 05. Nach dem 2:2 n. V. im ersten Spiel unterlag der VfB im Wiederholungsspiel mit 1:2.
Nach den drei Vizemeisterschaften im Niederrhein und der deutschen Vizemeisterschaft der Amateure fiel der VfB 06/08 zunächst etwas ab und kam 1974/75 nicht über den zwölften Platz hinaus. Über die Plätze 9 und 6 arbeitete sich der VfB jedoch zur Saison 1977/78 auf den dritten Platz vor. Damit schaffte er auch souverän die Qualifikation für die neue Amateur-Oberliga Nordrhein. Dort konnten sich die Remscheider aber nur zwei Spielzeiten halten und stiegen 1980 ab. Aus der Viertklassigkeit erlebten sie, wie dem Lokalrivalen BV 08 Lüttringhausen 1982 der Aufstieg in die 2. Liga gelang. Dem VfB gelang erst 1986 die Rückkehr in die Amateur-Oberliga. Da der Lokalrivale erneut den Sprung in die 2. Liga geschafft hatte, war man jedoch sportlich und in der Zuschauergunst nur noch die Nummer zwei im Ort. Nach dem sechsten Platz als Neuling 1986/87 spielte der VfB nur in der zweiten Tabellenhälfte. Als 1988 auch der inzwischen als BVL Remscheid firmierende Lüttringhauser Lokalrivale wieder in Amateur-Oberliga abstieg, standen zwei Remscheider Vereine in derselben Spielklasse. Die Fußballabteilung des VfB 06/08 fusionierte daher zum 1. Juli 1990 mit dem BVL zum FC Remscheid.

### Ehemalige Spieler
- Klaus Budde
- Jürgen Kohle
- Fredy Mutz
- Friedrich Pecher
- Hans-Dieter Roos

## Rollhockey

### Geschichte
Am 1. April 1962 gründeten der Remscheider TV 1861 und der VfB Marathon die Interessengemeinschaft Rollsport Remscheid, kurz IGR Remscheid. Nach dem Aufstieg 1965 in die höchste Spielklasse holte die IGR 1968 erstmals die deutsche Meisterschaft im Rollhockey, die 1969 verteidigt werden konnte. Weitere deutsche Meisterschaften folgten 1978, 1992 und 1994. Auf internationaler Bühne erreichten die Remscheider 1993 und 1995 jeweils das Halbfinale im Europapokal der Landesmeister. 2001 schied der TV 1861 aus der IGR aus. Seitdem ist der Rollsport eine alleinige Abteilung innerhalb des VfB 06/08. Momentan spielt die erste Herrenmannschaft in der 1. Bundesliga. Im Oktober 2009 löste sich die Rollhockeyabteilung vom Hauptverein VfB 06/08 Remscheid und tritt seitdem wieder als eigenständiger Verein Rollsportverein - IGR Remscheid e. V. (IGR Remscheid) an.

### Erfolge
- Deutsche Meisterschaft (Herren): 1968, 1969, 1978, 1992, 1994
- Deutsche Vizemeisterschaft (Herren): 1993
- Dritter bei deutscher Meisterschaft (Herren): 1972, 1976, 1977, 1991
- Deutsche Meisterschaft (A-Jugend): 1969, 1987
- Deutsche Meisterschaft (B-Jugend): 2001, 2007
- Deutsche Meisterschaft (C-Jugend): 2004, 2009
- Deutsche Meisterschaft (D-Jugend): 2002, 2005, 2007
- Halbfinale im Europapokal der Landesmeister (Herren): jeweils 1969, 1993, 1995

Die Austragungsstätte der Heimspiele des Vereins ist die Sporthalle Hackenberg. Sie hat ein Fassungsvermögen von 400 bis 500 Zuschauern und die Zuschauertribüne bietet einen guten Blick auf das Spielfeld.

## Stadion
Ursprünglich spielte der VfB auf der Glockenstahlkampfbahn im Ortsteil Hasten, musste jedoch 1968, nachdem dort eine Fabrikhalle der Edelstahlwerke gebaut wurde, nach Reinshagen umziehen.